# FIVB World Tour

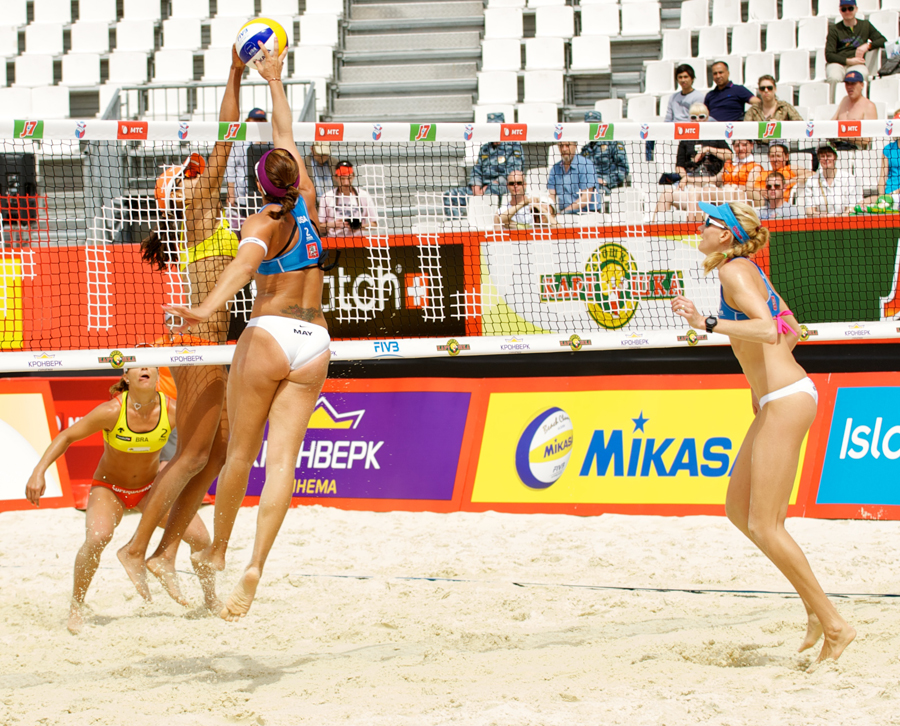
Misty May-Treanor en Kerri Walsh (blauw) tegen Juliana Felisberta da Silva en Larissa França (geel) bij de Grand Slam in Moskou (2012)

De FIVB World Tour was de internationale beachvolleybalcompetitie die van 1989 tot en met 2021 jaarlijks werd georganiseerd door de wereldvolleybalbond (FIVB). De competitie bestond uit een reeks toernooien die verspreid over het jaar in verschillende steden wereldwijd werden gehouden, waaronder de wereldkampioenschappen die sinds 1997 om het jaar worden georganiseerd. Het eindklassement werd gewonnen door de teams die aan het eind van het seizoen de meeste punten verzameld hadden. Recordhouders zijn Emanuel Rego bij de mannen met tien eindoverwinningen en Juliana Felisberta en Larissa França bij de vrouwen met elk acht titels. De World Tour werd in 2022 opgevolgd door de Volleyball World Beach Pro Tour.

## Geschiedenis
Het eerste beachvolleybaltoernooi dat door de FIVB georganiseerd werd vond in 1987 plaats op het strand van Ipanema in Rio de Janeiro en werd gewonnen door het Amerikaanse duo Randy Stoklos en Sinjin Smith. In 1988 en 1989 werd er wederom losse toernooien in Rio de Janeiro gehouden die respectievelijk gewonnen werden door de Amerikanen Karch Kiraly en Pat Powers en door Stoklos en Smith. In juli 1989 kwamen vervolgens de FIVB Beach Volleybal World Series tot stand, bestaande uit drie toernooien voor mannen. Stoklos en Smith wonnen de eerste editie evenals de volgende drie edities. In 1990/91 werden de Series uitgebreid naar vier toernooien en in 1991/92 naar zeven toernooien. Vanaf 1992/93 werden de World Series ook voor vrouwen gehouden; het Amerikaanse duo Karolyn Kirby en Nancy Reno won de eerste editie.
Tot begin 1996 vonden de Series plaats over twee jaar met het einde van het seizoen in februari of maart. Van 1996 tot en met 2015 viel het seizoen samen met het kalenderjaar. In 1997 was het aantal toernooien uitgebreid naar twintig, waaronder de wereldkampioenschappen beachvolleybal die dat jaar voor het eerst werden gehouden in Los Angeles. In 2003 werden de World Series hernoemd naar de Swatch FIVB World Tour, daar het Zwitserse horlogemerk de titelsponsor van de competitie werd. Het sponsorcontract tussen de FIVB en Swatch duurde uiteindelijk tot en met 2012, waarna de competitie als de FIVB World Tour verder ging. In 2022 werd de World Tour vervangen door de Volleyball World Beach Pro Tour.

## Opzet
Tot en met het seizoen 1995/96 bestond de World Tour enkel uit Open-toernooien; in 1996 werden de eerste Grand Slam-toernooien georganiseerd. In 2014 werden daar de Major Series en de World Tour Finals aan toegevoegd. In 2017 werd de oude indeling in Opens, Grand Slams en Major Series losgelaten. In plaats daarvan werden toernooien tot en met 2021 geschaald in een categorie van een tot vijf sterren; de Finals werden wel behouden. Met de komst van de Beach Pro Tour werden de vijf categorieën vervangen door drie niveaus: Elite16, Challenge en Future.
| Niveau | 1989 – 1995 | 1996 – 2014 | 2015 – 2016  | 2017 – 2021 | 2022 –    |
| ------ | ----------- | ----------- | ------------ | ----------- | --------- |
| 0      | –           | –           | Finals       | Finals      | Finals    |
| I      | Open        | Grand Slam  | Major Series | 5*-toernooi | Elite16   |
| II     | –           | Open        | Grand Slam   | 4*-toernooi | Challenge |
| III    | –           | –           | Open         | 3*-toernooi | Challenge |
| IV     | –           | –           | –            | 2*-toernooi | Future    |
| V      | –           | –           | –            | 1*-toernooi | Future    |

## Winnaars
| Seizoen | Mannen                               | Vrouwen                              |
| ------- | ------------------------------------ | ------------------------------------ |
| 1989/90 | Randy Stoklos / Sinjin Smith         | -                                    |
| 1990/91 | Randy Stoklos / Sinjin Smith         | -                                    |
| 1991/92 | Randy Stoklos / Sinjin Smith         | -                                    |
| 1992/93 | Randy Stoklos / Sinjin Smith         | Karolyn Kirby / Nancy Reno           |
| 1993/94 | Roberto Lopes / Franco Neto          | Karolyn Kirby / Liz Masakayan        |
| 1994/95 | Jan Kvalheim / Bjørn Maaseide        | Adriana Samuel / Mônica Rodrigues    |
| 1995/96 | Roberto Lopes / Franco Neto          | Sandra Pires / Jackie Silva          |
| 1996    | Zé Marco de Melo / Emanuel Rego      | Sandra Pires / Jackie Silva          |
| 1997    | Zé Marco de Melo / Emanuel Rego      | Adriana Behar / Shelda Bede          |
| 1998    | Guilherme Marques / Rogério Ferreira | Adriana Behar / Shelda Bede          |
| 1999    | José Loiola / Emanuel Rego           | Adriana Behar / Shelda Bede          |
| 2000    | Zé Marco de Melo / Ricardo Santos    | Adriana Behar / Shelda Bede          |
| 2001    | Tande Ramos / Emanuel Rego           | Adriana Behar / Shelda Bede          |
| 2002    | Martín Conde / Mariano Baracetti     | Kerri Walsh / Misty May-Treanor      |
| 2003    | Ricardo Santos / Emanuel Rego        | Sandra Pires / Ana Paula Connelly    |
| 2004    | Ricardo Santos / Emanuel Rego        | Adriana Behar / Shelda Bede          |
| 2005    | Ricardo Santos / Emanuel Rego        | Juliana Felisberta / Larissa França  |
| 2006    | Ricardo Santos / Emanuel Rego        | Juliana Felisberta / Larissa França  |
| 2007    | Ricardo Santos / Emanuel Rego        | Juliana Felisberta / Larissa França  |
| 2008    | Harley Marques / Pedro Solberg       | Ana Paula Connelly / Shelda Bede     |
| 2009    | Julius Brink / Jonas Reckermann      | Juliana Felisberta / Larissa França  |
| 2010    | Phil Dalhausser / Todd Rogers        | Juliana Felisberta / Larissa França  |
| 2011    | Emanuel Rego / Alison Cerutti        | Juliana Felisberta / Larissa França  |
| 2012    | Jacob Gibb / Sean Rosenthal          | Juliana Felisberta / Larissa França  |
| 2013    | Aleksandrs Samoilovs / Jānis Šmēdiņš | Talita Antunes / Taiana Lima         |
| 2014    | Aleksandrs Samoilovs / Jānis Šmēdiņš | Juliana Felisberta / Maria Antonelli |
| 2015    | Alison Cerutti / Bruno Oscar Schmidt | Ágatha Bednarczuk / Bárbara Seixas   |
| 2016    | Aleksandrs Samoilovs / Jānis Šmēdiņš | Laura Ludwig / Kira Walkenhorst      |
| 2017    | Evandro Gonçalves / André Loyola     | Larissa França / Talita Antunes      |
| 2018    | Anders Mol / Christian Sørum         | Ágatha Bednarczuk / Duda Lisboa      |
| 2019    | Anders Mol / Christian Sørum         | Melissa Humana-Paredes / Sarah Pavan |
| 2021    | Cherif Younousse / Ahmed Tijan       | Ágatha Bednarczuk / Duda Lisboa      |